# Viola come il mare
Viola come il mare è una serie televisiva italiana diretta da Francesco Vicario nella prima stagione e da Alexis Sweet e Laszlo Barbo nella seconda stagione, trasmessa in prima visione su Canale 5 dal 30 settembre 2022, con protagonisti Francesca Chillemi e Can Yaman. È liberamente ispirata al romanzo Conosci l'estate? della scrittrice Simona Tanzini, edito da Sellerio Editore.

## Trama
Dopo essersi sempre occupata di comunicazione di moda, Viola Vitale si trasferisce da Parigi a Palermo, sua città natale, dove farà di tutto per cercare il padre che non ha mai conosciuto. Ha una peculiarità: attraverso la sinestesia riesce a percepire i sentimenti delle persone che associa a dei colori. Una volta giunta a Palermo, inizia a lavorare come giornalista di cronaca nera per una redazione web chiamata Sicilia WebNews, dove conosce l'ispettore capo di polizia Francesco Demir, uomo con un grande talento investigativo, ma scarsa fiducia nel genere umano. I due iniziano a lavorare fianco a fianco sui casi di omicidio: Viola come giornalista e Francesco come poliziotto. Ma fra i due nasceranno subito scintille.

## Episodi
| Stagione         | Episodi | Prima TV |
| ---------------- | ------- | -------- |
| Prima stagione   | 12      | 2022     |
| Seconda stagione | 12      | 2024     |

## Personaggi e interpreti

### Personaggi principali
- Viola Vitale (stagioni 1-2), interpretata da Francesca Chillemi. Ex Miss Italia 2003,[9] è una giornalista di Sicilia WebNews che ritorna a Palermo alla ricerca del padre che non ha mai conosciuto.
- Francesco Demir (stagioni 1-2), interpretato da Can Yaman. È l'ispettore capo di polizia, che si ritrova a collaborare spesso con Viola, e unico di cui lei non vede i colori.
- Claudia Foresi (stagione 1), interpretata da Simona Cavallari. È la direttrice di Sicilia WebNews. Poco curata nell'aspetto, e totalmente devota al lavoro, che accoglie con ostilità e pregiudizi Viola ritenendola troppo frivola.
- Santo Buscemi (stagione 1), interpretato da David Coco. È il PM che ha lavorato con Francesco Demir, fino al suo arresto.
- Leonardo Piazza (stagione 2), interpretato da Ninni Bruschetta. È il nuovo editore di Sicilia WebNews, che si trova in sedia a rotelle.
- PM Matteo Ferrara (stagione 2), interpretato da Giovanni Scifoni. È il nuovo PM della procura di Palermo, che prende il posto di Santo Buscemi.
- Turi D'Agata (stagioni 1-2), interpretato da Giovanni Nasta. È il collega poliziotto di Francesco Demir, marito di Camilla e padre di due gemelle. Difficilmente capisce il sarcasmo.
- Tamara Graziosi (stagioni 1-2), interpretata da Chiara Tron. È la videomaker di Sicilia WebNews e collega di Viola. È una delle poche amiche di quest'ultima, unica inizialmente a cui confida di essere malata.
- Alex Leonardi (stagione 1), interpretato da Mario Scerbo. È un collega di Viola, segretamente innamorato di Tamara.
- Domenico Parisi (stagione 1), interpretato da Tommaso Basili. È un collega di Viola, è sempre in giro per il mondo.
- Raniero Sammartano (stagione 1), interpretato da Romano Reggiani. È un uomo che gestisce l'azienda agricola di famiglia ed è stato, per un certo periodo, il compagno di Viola.
- Farah (stagioni 1-2), interpretata da Kyshan Wilson. È una ragazza giunta a Palermo attraverso il traffico di esseri umani, Francesco Demir prende a cuore il suo caso.
- Raffaele Noto (stagione 2), interpretato da Lorenzo Scalzo. È il fratello di Giulio e nuovo redattore sportivo di Sicilia WebNews.
- Vita Stabili (stagione 2), interpretata da Alice Arcuri. È la nuova direttrice di Sicilia WebNews.
- Maryam Nazari (stagione 2), interpretata da Virginia Diop. È la nuova redattrice politica di Sicilia WebNews, di origini islamiche.
- Sonia Tacconi (stagioni 1-2), interpretata da Valeria Milillo. È la madre di Francesco Demir.

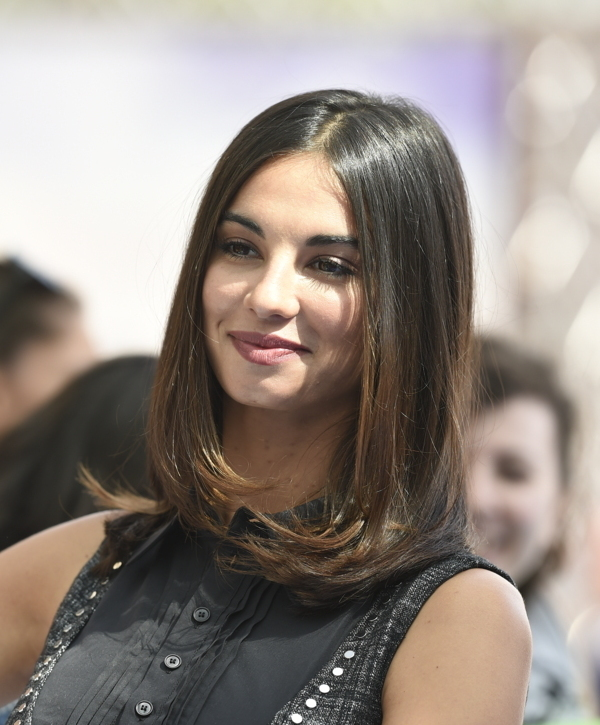
Francesca Chillemi interpreta Viola Vitale
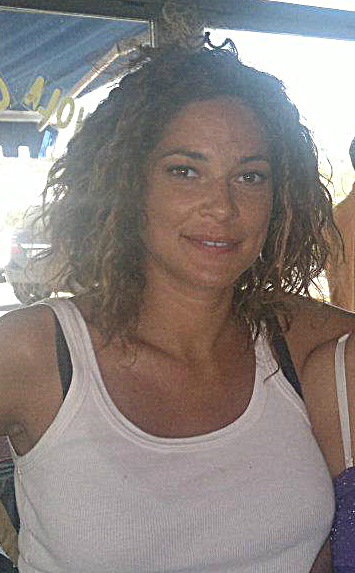
Simona Cavallari interpreta Claudia Foresi
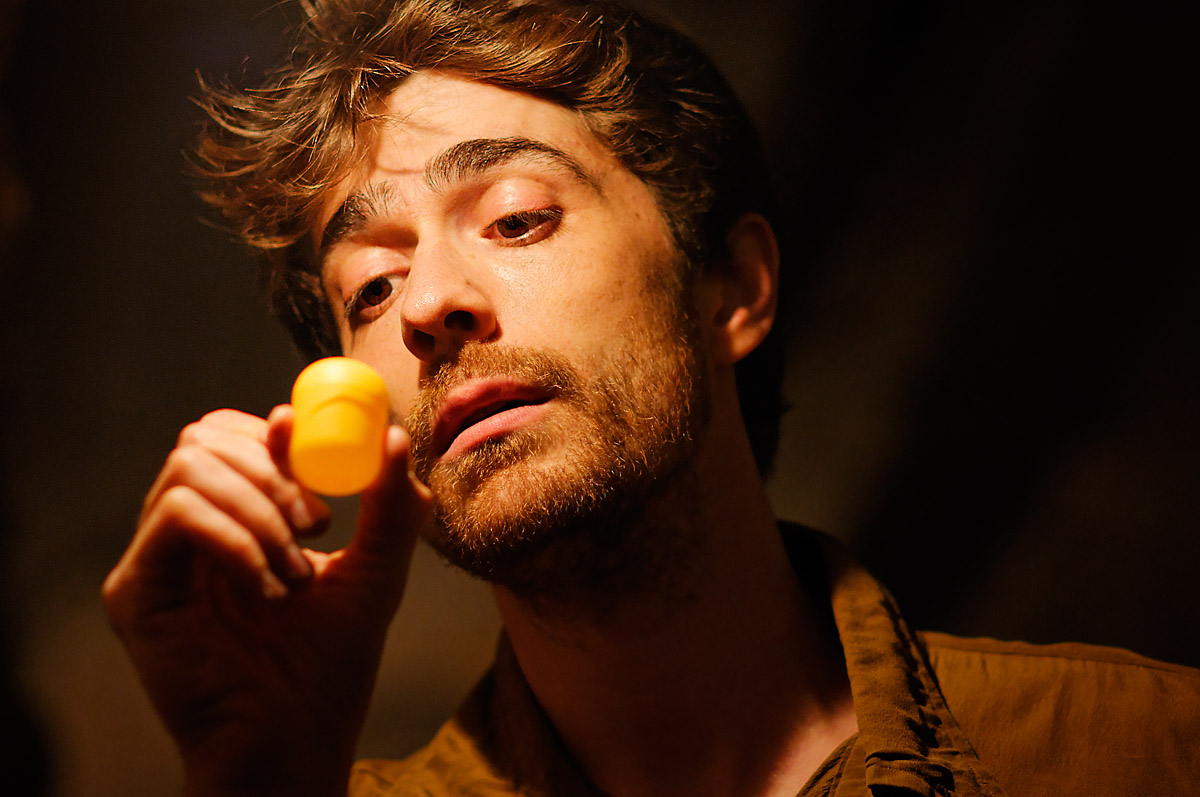
Giovanni Scifoni interpreta il PM Matteo Ferrara
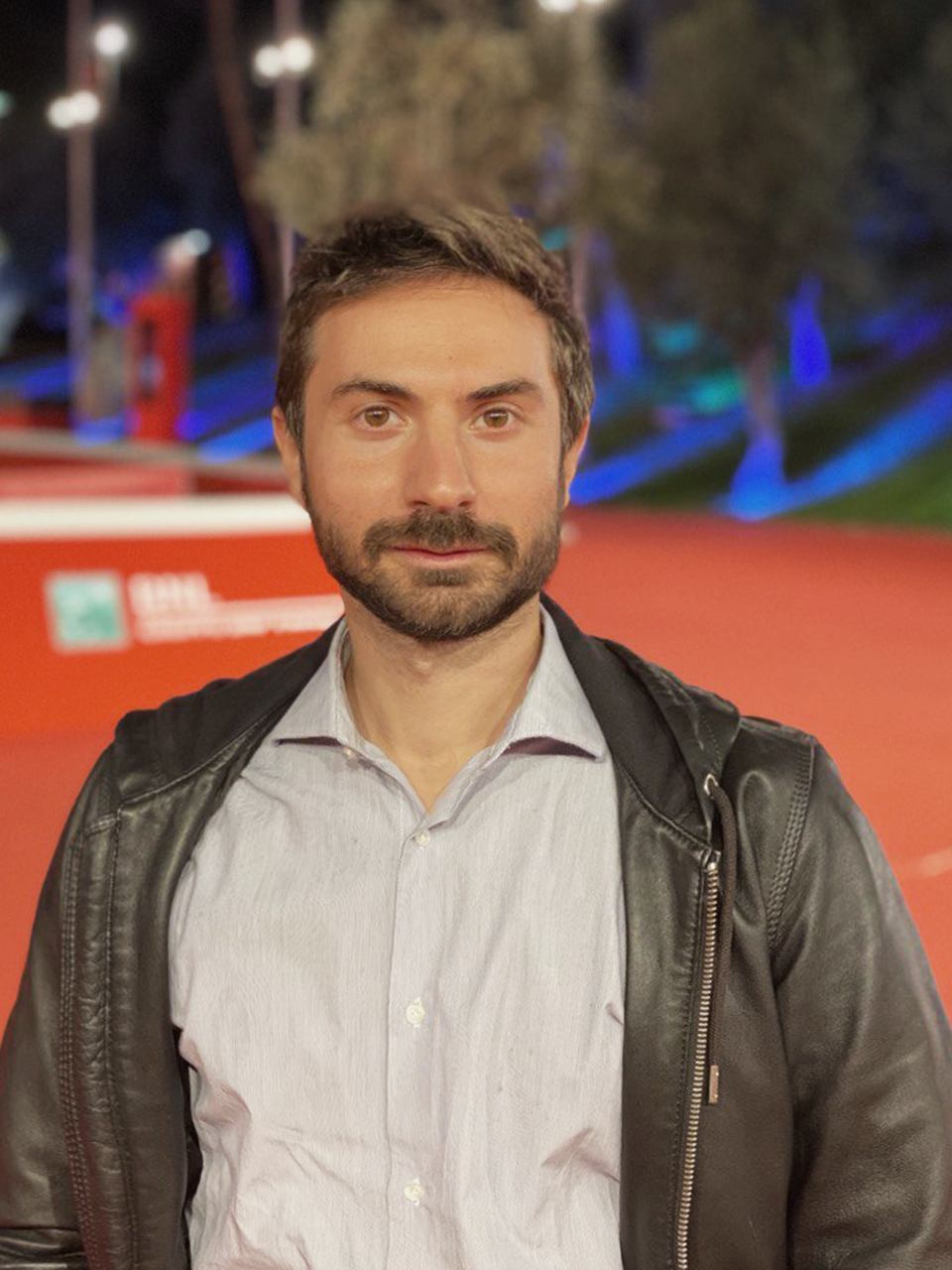
Mario Scerbo interpreta Alex Leonardi
Valeria Milillo interpreta Sonia Tacconi

### Personaggi secondari
- Mario Rizzo (stagione 1), interpretato da Valerio Da Silva.
- Fiorella (stagione 1), interpretata da Alessia D'Anna. È una donna che gestisce il bar vicino alla redazione.
- Nicola Spano (stagione 1), interpretato da Marco Rinciari.
- Serena De Nardo (stagione 1), interpretata da Nika Perrone.
- Adele Amato (stagione 1), interpretata da Clara Galante.
- Gloria Fricano (stagione 1), interpretata da Denise Sardisco.
- Jessica Morelli (stagione 1), interpretata da Rossella Caggia.
- Filippo Bono (stagione 1), interpretato da Saverio Santangelo.
- Andrea Caravello (stagione 1), interpretato da Francesco Aricò.
- Dario Vasallo (stagione 1), interpretato da Vincenzo Crivello.
- Rossella Graziosi (stagione 1), interpretata da Giusy Frallonardo. È la madre di Tamara Graziosi.
- Benedetta Graziosi (stagione 1), interpretata da Ilaria Bernabei. È la sorella di Tamara.
- Guglielmo Graziosi (stagione 1), interpretato da Vanni Bramati. È il padre di Tamara.
- Carmelo (stagione 1), interpretato da Ruben La Malfa. È un collega di Viola e Tamara.
- Piero Levico (stagione 1), interpretato da Matteo Carlomagno.
- Don Andrea (stagioni 1-2), interpretato da Giovanni Guardiano.
- Yusef Ait (stagione 1), interpretato da Yaser Mohamed.
- Rosario (stagione 1), interpretato da Daniele Virzì. È un collega di Viola, originario di Catania.
- Daria Mandalà (stagione 1), interpretata da Nathalie Rapti Gomez. È la segretaria di Sonia.
- Dottor Pierangelo Aiello (stagione 1), interpretato da Davide Dolores. È il dottore che ha curato Viola.
- Osman Demir (stagione 2), interpretato da Jonis Bascir. È il padre di Francesco Demir.
- Padre di Raniero Sammartano (stagione 2), interpretato da Ferdinando Gattuccio.
- Rocco Cammarata (stagione 2), interpretato da Geno Diana.
- Carmela La Rosa (stagione 2), interpretato da Ester Vinci.
- Giovanni Cutrona (stagione 2), interpretato da Simone Terranova.
- Giulio Noto (stagione 2), interpretato da Eugenio Papalia. È il fratello di Raffaele.
- Filippo Orfei (stagione 2), interpretato da Giuseppe Mangano.
- Chiara Pioli (stagione 2), interpretata da Federica Guglielmino.
- Camilla D'Agata (stagione 2), interpretata da Giulia Todaro. È la moglie di Turi e madre di due gemelle.
- Gianni Di Nardo (stagione 2), interpretato da Michele Carvello.
- Irene Mancuso (stagione 2), interpretata da Simona Mugno.
- Ambra Mantovani (stagione 2), interpretata da Giada Morreale.

Vincenzo Crivello interpreta Dario Vasallo
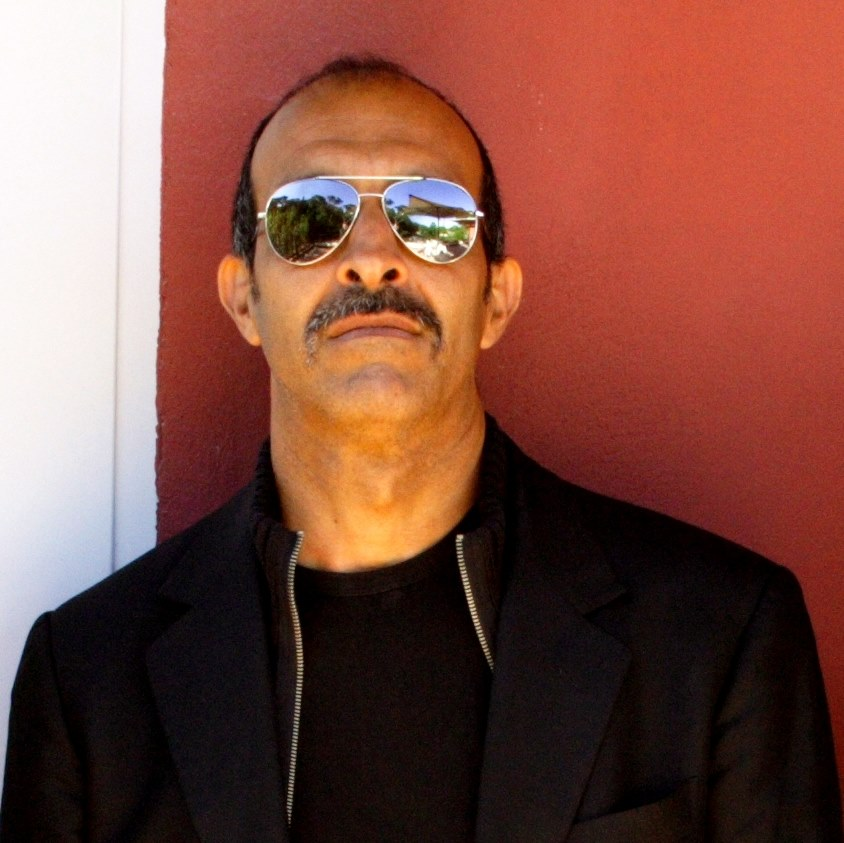
Jonis Bascir interpreta Osman Demir
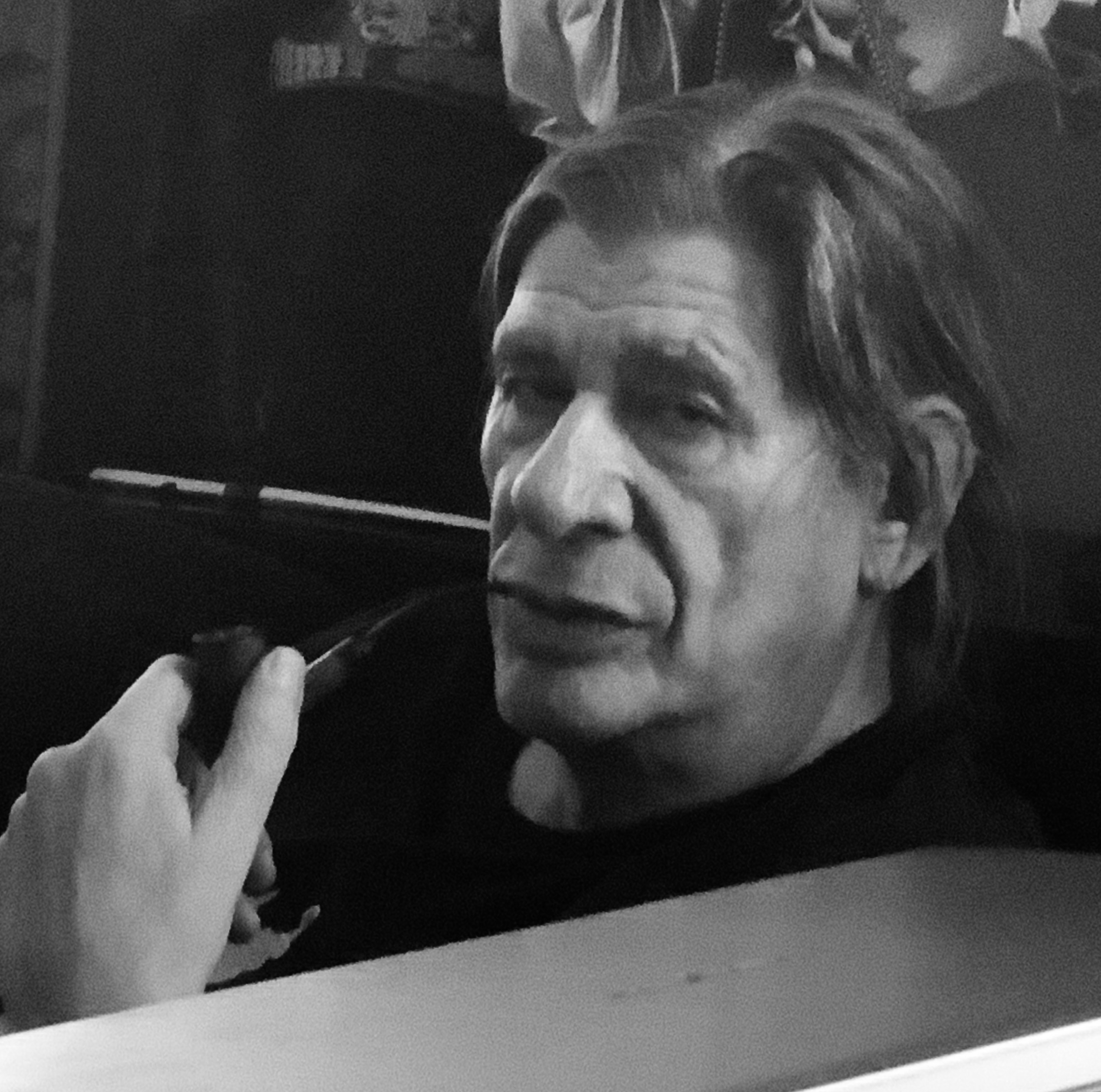
Giuseppe Mangano interpreta Filippo Orfei

## Produzione
La serie è creata da Elena Bucaccio e Silvia Leuzzi, diretta da Francesco Vicario nella prima stagione e da Alexis Sweet e Laszlo Barbo nella seconda stagione, e prodotta da Lux Vide in collaborazione con RTI.

### Rinnovo
In seguito all'ottimo successo della prima stagione, la serie è stata rinnovata per una seconda stagione. In seguito all'ottimo successo della seconda stagione, la serie è stata nuovamente rinnovata per una terza stagione, annunciata da Pier Silvio Berlusconi nel corso della conferenza stampa svoltasi a Cologno Monzese il 5 giugno 2024.

### Riprese
Le riprese della prima stagione sono state effettuate da settembre 2021 ad aprile 2022, tra Palermo e Roma, più precisamente tra Terrasini e Termini Imerese (PA), Civita Castellana (VT), Formello e Ostia (tutte e tre a Roma). Alcune location della Sicilia in cui è stata girata la serie sono: Torre Alba, il villaggio dei pescatori, la spiaggia di Mondello, tra il Monte Pellegrino e Capo Gallo, il porto di Palermo e alcuni dei monumenti più famosi della città come il teatro Massimo, la Palazzina dei Quattro Pizzi (che sorge nell'area della ex Tonnara Florio) e il lungomare Peppino Impastato di Terrasini (luogo dove è stato girato il ritrovamento di un ragazzino vittima di incidente).
Le riprese della seconda stagione sono state effettuate dal 17 luglio al 23 dicembre 2023 sempre tra Roma e Palermo.

## Distribuzione
La serie va in onda in prima serata su Canale 5 dal 30 settembre 2022: la prima stagione è stata trasmessa dal 30 settembre al 4 novembre 2022, mentre la seconda seconda stagione è stata trasmessa dal 3 maggio al 6 giugno 2024.
La prima stagione è stata distribuita anche su Netflix il 1º marzo 2023, mentre la seconda stagione è stata distribuita in esclusiva su Mediaset Infinity il 24 aprile con i primi sei episodi e il 10 maggio 2024 con i rimanenti sei.

## Promozione
La serie è stata annunciata da Can Yaman, il 10 agosto 2021 attraverso il proprio profilo Instagram. Inoltre, dal 2 agosto 2022 in poi erano stati trasmessi i promo della serie su Canale 5. I promo della seconda stagione vengono trasmessi dal 18 aprile 2024 sempre su Canale 5.